# Vlag van Frans-Polynesië

Vlag van Frans-Polynesië (ratio 2:3)

De vlag van Frans-Polynesië werd aangenomen op 23 november 1984 en wordt officieel erkend door de Franse Republiek. De vlag bestaat uit drie horizontale banen van rood, wit en rood (1-2-1), met het embleem van het gebied in het midden van de witte baan. De rode en witte kleuren zijn afkomstig van historische Tahitiaanse vlaggen. Het rood van de twee strepen verwijst naar de "maro ura", de rode verensjerp die alleen leden van de koninklijke familie mochten dragen. In het embleem dat in het midden van de vlag staat, is een op zee varende piroge (vissersboot) het centrale element. Verder toont dit embleem een gestileerde weergave van de zee en de zon, hetgeen een grote gelijkenis vertoont met de vlag van Kiribati.
Volgens de statuten moet de vlag van Frans-Polynesië worden getoond met de Franse vlag en kan ze worden getoond met de vlaggen van de archipels die er deel van uitmaken. De Frans-Polynesische vlag moet links van de Franse vlag worden getoond en de vlag van de archipel moet rechts daarvan worden getoond.

## Historische vlaggen

Koninkrijk Tahiti, 1829–1842
Huahine, 1847–1889
Raiatea, 1847–1880
Frans protectoraat van de Genootschapseilanden, 1843–1880

## Vlaggen van de archipels
Ten slotte bepaalt het decreet van 4 december 1985, dat het aanbrengen en uithangen van de vlag regelt, dat de vlaggen van de archipels en eilanden van Frans-Polynesië naast de kleuren van het grondgebied en de natie mogen worden getoond.

Australeilanden (Details)
Benedenwindse Eilanden (Details)
Gambiereilanden (Details)
Marquesaseilanden (Details)
Tuamotu (Details)

De vlag van de Bovenwindse Eilanden komt overeen met de vlag van Frans-Polynesië.